# Cortes (Bohol)
Cortes es un municipio filipino perteneciente a la provincia de Bohol, en las Bisayas Centrales.

## Toponimia
El nombre del lugar puede encontrarse escrito como Cortes y Cortés.

## Geografía
Se encuentra en el interior de la isla de Bohol.

## Historia
Hacia comienzos del siglo XX, el lugar, ya por entonces perteneciente a la provincia de Bohol, tenía contabilizada una población de 6018 habitantes. En 2020, el municipio de Cortes tenía censados 18 344 habitantes.